# Герасименко, Александр Михайлович
Александр Михайлович Герасименко (бел. Аляксандр Міхайлавіч Герасіменка; 15 января 1946, Узда, Минская область — 2 августа 2017, Минск) — политический и дипломатический деятель Белоруссии.
Председатель Минского горисполкома (1991—1995), затем был председателем Совета старейшин при Мингорисполкоме. Был послом Беларуси в Болгарии и Греции (1995—2000), в Латвии (2006—2013).

## Биография
Родился 15 января 1946 года. Окончил машиностроительный факультет Белорусский политехнический институт, инженер-механик (1969); заочное отделение Минской высшей партийной школы КПБ, учитель общественных наук (1986). Работал мастером производства на Белорусском автомобильном заводе в Жодино (1969 — 1970), инженером, старшим инженером на Минском тракторном заводе (1970 — 1973), старший инженер военного завода в Советской Армии (ГДР, 1973 — 1975), ведущий инженер, начальник сектора внешнеэкономических связей Минского проектно-технологического института Министерства тракторного и сельскохозяйственного машиностроения СССР (1975 — 1977), заместитель председателя, председатель Партизанского райисполкома г. Минска, первый секретарь Партизанского райкома КПБ г. Минска (1977—1990), второй секретарь Минского горкома КПБ (январь — май 1990).
В 1990—1995 он был председателем Минского городского Совета народных депутатов и председателем горисполкома города Минска. Был членом Конституционной комиссии Верховного Совета БССР и Республики Беларусь 12 созыва.
4 сентября 1994 года провёл совместную церемонию открытия Минского международного образовательного центра вместе с Гербертом Шнором, государственным министром Северного Рейна-Вестфалии.
16 августа 1995 года назначен Чрезвычайным и Полномочным Послом Республики Беларусь в Республике Болгария и Греческой Республике по совместительству, в связи с чем закончился его срок депутатом Верховного Совета Республики Беларусь 12 созыва. Он оставался послом до 11 сентября 2000 г., когда был отправлен в отставку и одновременно назначен заместителем Министра иностранных дел Республики Беларусь.
13 апреля 2006 года назначен Чрезвычайным и Полномочным Послом Республики Беларусь в Латвийской Республике.
10 сентября 2013 года освобожден от должности Чрезвычайного и Полномочного Посла Республики Беларусь в Латвийской Республике.
Скончался 2 августа 2017 года. Прощание прошло 3 августа 2017 года в Минске в Доме писателей. Похоронен на Восточном кладбище Минска.

## Память
17 февраля 2023 года в Минске открыт памятный знак в честь А. Герасименко. К открытию мемориальной доски приурочен и выход книги. Издание с воспоминаниями, интервью, архивными фотографиями. В Доме дружбы состоялась презентация книги, посвящённая жизни А. Герасименко, «Верыў у Беларусь: Аляксандр Герасiменка».